# Molson
Molson az Amerikai Egyesült Államok északnyugati részén, Washington állam Okanogan megyéjében elhelyezkedő kísértetváros.
Molson postahivatala 1900 és 1967 között működött; az első postamester Walter F. Schuyler volt. A település a korabeli lakóépületeket, mezőgazdasági és bányászati gépeket, valamint más darabokat bemutató Old Molson Ghost Town szezonális múzeum része, a Molson Schoolhouse Museum pedig kéziszerszámokat, háztartási eszközöket és fotókat mutat be.

## Történet
Molsont 1900-ban alapította George B. Meacham és John W. Molson. A 300 lakosú bányászközösségben egy újság, több bolt, egy ügyvédi iroda, egy orvosi rendelő, egy szalon és egy szálloda működött. Egy év múlva felhagytak a bányászattal; a népesség ekkor 13 főre csökkent.
Miután kiderült, hogy Molsont érinteni fogja az új vasútvonal, a népesség 1905-ben ismét növekedni kezdett. J.H. McDonald a település szinte egészét magába foglaló telekigényt nyújtott be; 1909-ben a telket magánterületté nyilvánította, így a lakosok egy kilométerrel északra megalapították Új-Molsont. A település valószínűleg megegyezik az 1920. február 13-án városi rangot kapott Molsonnal, amely rangot a legfelsőbb bíróság egy évvel később visszavont.

## Fordítás
Ez a szócikk részben vagy egészben  a   Molson, Washington című angol Wikipédia-szócikk ezen változatának fordításán alapul.  Az eredeti cikk szerkesztőit annak laptörténete sorolja fel. Ez a jelzés csupán a megfogalmazás eredetét és a szerzői jogokat jelzi, nem szolgál a cikkben szereplő információk forrásmegjelöléseként.